# Spelaeophryne methneri
Spelaeophryne methneri là một loài ếch trong họ Brevicipitidae. Chúng là đại diện duy nhất của chi Spelaeophryne và không bị đe dọa tuyệt chủng.
Loài này được tìm thấy ở Tanzania và có thể cả Malawi. Các môi trường sống tự nhiên của chúng là các khu rừng ẩm ướt đất thấp nhiệt đới hoặc cận nhiệt đới, các khu rừng vùng núi ẩm nhiệt đới hoặc cận nhiệt đới, và xavan ẩm.